# 似椭圆碘泡虫
似椭圆碘泡虫（学名：Myxobolus parallipsoides）为碘泡科碘泡虫属的动物。在中国，分布于湖北等，营寄生生活，寄生在鲤的鳍。